# 電撃ビッグバン!
『電撃ビッグバン!』（でんげきビッグバン）は、1989年1月27日にビック東海から発売されたファミリーコンピュータ用のアクションアドベンチャーゲームソフト。
北米では『Clash at Demonhead』のタイトルで発売された。

## ゲーム内容

### システム
全部で43ルートあり、ルート選択で決める。なお、本部へ行くには、7つの幹部（中ボス）と戦わなくてはならない。ルートは1面からスタート。その後、ゲートに到達する毎に道選びでルートを選択できる。長い戦いであるため「マイクロレコーダー」というアイテムによりパスワードコンティニューが可能。
主人公のバンのライフは初期は上限が4つだが、ある条件をクリアするごとによって上限が2つずつ増える。ライフが4以上の場合は当たり判定を受けることによってライフが1つずつ減るが、ライフが3以下の場合は複数回当たり判定を受けて1つ減る。ライフが0の場合は警告としてPOWERのとこが点滅し、このときに複数回当たり判定を受けるとミスとなりゲームオーバーとなる。

### アイテム
- ハート：ライフが1つ増える。
- ガッツフルーツ：ガッツが増える。
- ¥：お金が増える。
- 金塊：ゴールドが増える。
- キングメダル：幹部に勝利した時にもらえる。7つ全て集めなくてはならない。
- ゴッドアイ：溶岩の底に落ちている宝石。重要アイテムを出すのに必要。

- ショップコール：ショップを呼ぶことができる。
- ウルトラフード：ライフが1つ増える。
- ガッツドリンク：ガッツが増える。
- マイクロレコーダー：使うとその時点のパスワードが発表され、次回プレイ時にそのワードを入力すればその続きから遊べる。
- ガードクリスタル：敵の球を一定数防ぐことができる。
- ローリングスター：ブーメランのように回転する球を出すことができる。
- パワーボール：地面を這う球を出すことができる。
- ビッグショット：前方に衝撃波を出すことができる。
- ハイパーブーツ：通常より高く飛べる。通常より速く走ることができる。
- ジェットラング：空中を飛ぶことができる。ただし、ユカイモンの谷ではこれを使っても上には行けない。
- アクアラング：水中ルートをノーダメージで行くことができる。水の中を潜ることができる。
- スーパースーツ：これを装備しないと、即死となる溶岩ルート横断や、氷の洞窟のクライミングができない。

### せんにんの術
ガッツとせんにんの術について。
- いっすんぼうしのじゅつ：小さくなる。
- かっとびのじゅつ：行ったことがある場所にワープできる。
- ねんりきのじゅつ：空中を飛ぶことができる。
- げんきのじゅつ：ライフを最大まで回復する。
- しんくうけんのじゅつ：無敵状態になり、攻撃がキックになる。

## 設定

### ストーリー
199X年、秘密戦隊サーベルタイガー隊員であるバンとマリーは休暇中であったが、隊長であるハッスルワインよりバンに対して出動命令が下される。その内容は、世紀末爆弾である「デッドエンド」の発明者、プラム博士が悪の組織であるローブレイカーに誘拐され、組織は魔の山である「デーモンズヘッド」に立てこもり、降伏を要求していた。一発で地球を破壊できる爆弾を持つため、総攻撃を仕掛けることは出来ず、また偵察に向かったジョーからも全く連絡がない。広大な山麓から敵を探し出し、爆発を阻止するのが命令であった。

### ステージ構成
※☆のあるルートは幹部の要塞があるルート。★のあるルートは隠し通路を使って他のルートへ行けるルートである。

#### ルート1-10
ルート1
ゲームスタート。途中にジーザスがいる。ここで「本部に行くには嫌でも7人の幹部と戦わなくてはならない」と言われる。ルート1をクリアすればルート2、3、4を選択できる。
ルート2
前半の穴に落ちると地下面へ行き、再び道選びコマンドに戻ってしまう。後半は水面ルート
ルート3
比較的簡単。後半はルート2と同様、水面ルート。後半の味方キャラクター（ぴーたん）には必ず会うこと。
ルート4
ルート5
行き止まりルート。途中にショップがある。後半は水中ルートで、水中用のスーツが必要。行き止まりには金山がある。
ルート6★
滝の下ではルート17の妖精に会っていればルート35へワープできる道が開く。全体から見てそう難しいルートではない。
ルート7☆
最初の幹部（ノミ男）がいる。やや難しいルート。
ルート8★
難しいルート。後半に穴がある。一直線に落ちると溶岩地獄。溶岩に落ちる前にクライミングで登れば、隠しルートを抜けてルート35へ行ける。ただし、ガッツ仙人の修業を受けないと行けない。
ルート9
ルート10

#### ルート11-20
ルート11☆
水面ルート。後半には幹部（ガジャラ）がいる。
ルート12
近道ルートだが、難しい。
ルート13
ルート中盤に「ユカイモンの谷」がある。この谷は下りだけの一方通行でルート10方向から来ると上に登れない構造になっているため、ルート19側から来た場合しか行くことができない。
ルート14
ルート15★
行き止まりルート。行き止まりにある井戸を潜れば隠しルートを抜け、バッカー砂漠のルート33へ抜けられる。
ルート16☆
近道ルート。後半に幹部（キノコンマ）がいる。
ルート17
行き止まりルート。後半は空中ルートで動く足場を使っていくが、ジェットラングを使えば比較的簡単。行き止まりに妖精（フェイシア）がいる。
ルート18
手紙があるので必ず目を通すこと。
ルート19
ルート20

#### ルート21-30
ルート21☆
屋内ルート。後半には難関の幹部（バップマン）がいる。
ルート22
ルート後半にカジノがある。ここでゴールドを金に替えることができる。
ルート23
ルート24
ルート25
ルート26
ルート27
近道ルートだが意外に激ムズルート。必ずスーパースーツを装備しなくてはならない。ルート中盤は溶岩ルートのため、装備していないとアウト。ルート3で味方に会っていればこの溶岩の真ん中あたりに宝石ゴッドアイが落ちている。
ルート28☆
水中用のスーツがあったほうが無難なルート。水面の途中に幹部（キラーシャケ）がいる。
ルート29
ルート30

#### ルート31-40
ルート31☆
行き止まりルート。行き止まりに幹部（ザ・パンダム）がいる。ザ・パンダムを倒してもメダルは手に入らない。
ルート32
こちらも行き止まりルート。行き止まりに味方（ジョー）がいて、キングメダルの秘密を教えてくれる。
ルート33★
井戸の隠しルートを使っていく必要がある。バッカー砂漠ルートで、途中にジーザスの幹部要塞がある。ある条件をクリアしないとジーザスは要塞に帰ってこない。ジーザスのイベントをクリアすると、ルート39の分岐手前に妖精（レティシア）が現われる。
ルート34
砂漠ルート。平坦な部分では下から鋏の怪物が出てくる。この怪物に引きずり込まれると即死。
ルート35★
どことも繋がっていないルート。隠しルートを使っていく必要がある。ガッツ仙人の神殿がある。
ルート36
ルート37
後半に水中ルートがあるため、水中用スーツが必要。
ルート38
ルート22に酷似したルート。
ルート39★
砂漠ルート。デビルタワーがある。平坦地には鋏の怪物が出る。

#### ルート40-43
ルート40★
ルート前半に巨神像があり、ここの前である道具を使うと重要アイテムが手に入る。ルート後半は水中ルートで、水中用スーツが必要。
ルート41
ルート42
全ルートの中で最も長いルート。特にルート21側からの山登りコースは途中に鬼がいる。鬼のジャンプでダメージを受けるので、こちら側から来る場合はライフを満タンにしておくこと。山の頂上には本部がある。
ルート43☆
山上の本部。ここまで幹部を全て倒していれは幹部（バップマン）が再び出てくる。さらにラスボスのマッドゲイザーがいる。
これ以外にも地下洞窟面などで隠れルートがあり、｢現在地ルート｣でも、ふめいと表示される。

## 登場人物
バン
ゲームの主人公。
マリー
バンの彼女。
ジーザス
ローブレイカーの幹部。
ぴーたん
冒険家。
フェイシァ
妖精。
プラムはかせ
さらわれた博士。
仙人
鬼に捕らえられている。助けると術が使えるようになる。
ジョー

## スタッフ
- ゲームデザイン：あうとさいだあHAL（かわむらはるひこ）
- グラフィック：あうとさいだあHAL（かわむらはるひこ）、がすたんくYAMAGUCHI（ピータンやまぐち）、りんだりんだKINOSHITA（きのしたかずあき）
- プログラミング：ずしゅうだんじHISAMATSU（久松のりひろ）、かっこちゃんXT WATANABE、するがひめNARUCHAN（成澤都美子）、かぜしてますSANOYAN（佐野まゆみ）
- サウンド：おじさんHASUYA（蓮谷道治）

## 評価
ゲーム誌『ファミコン通信」の「クロスレビュー」では20点（満40点）、『ファミリーコンピュータMagazine』の読者投票による「ゲーム通信簿」での評価は以下の通りとなっており、16.83点（満30点）となっている。
| 項目 | キャラクタ | 音楽 | 操作性 | 熱中度 | お買得度 | オリジナリティ | 総合  |
| 得点 | 3.06       | 2.70 | 2.90   | 2.66   | 2.68     | 2.83           | 16.83 |